# Pseudophryne pengilleyi
Espèce
Statut de conservation UICN

 CR A4ace : 
En danger critique
Pseudophryne pengilleyi est une espèce d'amphibiens de la famille des Myobatrachidae.

## Répartition
Cette espèce est endémique des monts Brindabella dans le sud-est de l'Australie,. Elle se rencontre entre 960 et 1 520 m d'altitude en Nouvelle-Galles du Sud et dans le Territoire de la capitale australienne.

## Description
Pseudophryne pengilleyi mesure entre 25 et 30 mm. Cette espèce a la face dorsale vert jaune rayé de noir brillant. Sa face ventrale est blanche ou jaune et marbrée de noir. Elle a longtemps été confondue avec Pseudophryne corroboree dont elle se différencie par ses fins motifs jaune citron, une taille plus petite et des tibias plus courts.

## Étymologie
Son nom d'espèce lui a été donné en l'honneur de Ross K. Pengilley pour son travail de pionnier dans la biologie et l'écologie des espèces du genre Pseudophryne.
Son aire de répartition au nord de celle de Pseudophryne corroboree lui vaut le nom vernaculaire anglais de Northern Corroboree Frog.

## Publication originale
- Wells & Wellington, 1985 : A classification of the Amphibia and Reptilia of Australia. Australian Journal of Herpetology, Supplemental Series, vol. 1, p. 1-61 (texte intégral).